# Tony Rice
Tony Rice, född 8 juni 1951 i Danville i Virginia, död 25 december 2020 i Reidsville i Rockingham County i North Carolina, var en amerikansk gitarrist och bluegrassmusiker. Han anses vara en av de mest inflytelserika, akustiska gitarristerna inom bluegrass, progressiv bluegrass, newgrass, och akustisk jazz.
Han gav både ut skivor som soloartist och som medlem i olika gruppkonstellationer. Fram tills han började få problem med rösten kring mitten av 1990-talet, sjöng han i de flesta banduppsättningar och soloframträdanden.  Sviktande hälsa och röstproblem gjorde på senare år att han inte var lika aktiv med framträdanden och resor.

## Diskografi (urval)
Soloalbum
- Guitar (1973)
- California Autumn (1975)
- Tony Rice (1977)
- Church Street Blues (1983)
- Cold on the Shoulder (1984)
- Me & My Guitar (1987)
- Native American (1988)
- Tony Rice Plays and Sings Bluegrass (1993)
- Crossings (1994)
- Tony Rice Sings Gordon Lightfoot (1996)
- 58957:The Bluegrass Guitar Collection (2003)
- Night Flyer: The Singer Songwriter Collection (2008)

Album med "Tony Rice Unit"
- Acoustics (1978)
- Manzanita (1979)
- Mar West (1980)
- Still Inside (1981)
- Backwaters (1982)
- Devlin (1987)
- Unit of Measure (2000)